# جاناتان اسکات-تیلور
جاناتان اسکات-تیلور (به انگلیسی: Jonathan Scott-Taylor) (زاده ۶ مارس ۱۹۶۲) بازیگر انگلیسی است.
او در سائو پائولو زاده شد.پدر جاناتان در آن زمان مشاور صنعت ماهیگیری در برزیل بود.او در سن یازده سالگی یک نمایش نامه در ام در مدرسه بازی کرد.او در فیلم های باگزی مالون (1976) چهار پر(1977)وپسر
وینسلو (1977) و در سال (1978) نقش دیمین تورن در طالع نحس ۲ بازی کرد.